# Temporada 2023 de Indy NXT
La temporada 2023 de Indy NXT fue la 37.ª temporada de dicha competición y la primera con la actual denominación. Comenzó el 5 de marzo en San Petersburgo y finalizó el 10 de septiembre en Monterrey.
El danés Christian Rasmussen se consagró campeón de esta edición.

## Equipos y pilotos
| Equipo                                 | N.º | Pilotos              | Estado | Rondas planeadas |
| -------------------------------------- | --- | -------------------- | ------ | ---------------- |
| Abel Motorsport                        | 51  | Jacob Abel           |        | Todas            |
| Abel Motorsport                        | 55  | Francesco Pizzi      | R      | 9-10, 13-14      |
| Abel Motorsport                        | 57  | Colin Kaminsky       | R      | 1-6, 10-11       |
| Abel Motorsport                        | 57  | Yuven Sundaramoorthy | R      | 9, 12-14         |
| Andretti Autosport                     | 26  | Louis Foster         | R      | Todas            |
| Andretti Autosport                     | 27  | Hunter McElrea       |        | Todas            |
| Andretti Autosport                     | 28  | Jamie Chadwick       | R      | Todas            |
| Andretti Autosport                     | 29  | James Roe Jr.        |        | Todas            |
| Cape Motorsports                       | 47  | Enaam Ahmed          | R      | 1-7              |
| Cape Motorsports                       | 47  | Matthew Brabham      |        | 9                |
| Cape Motorsports                       | 47  | Kiko Porto           | R      | 10, 13-14        |
| Cape Motorsports                       | 98  | Jagger Jones         | R      | 1-10, 12         |
| HMD Motorsports                        | 14  | Josh Pierson         | R      | 1, 3, 6-12       |
| HMD Motorsports                        | 14  | Toby Sowery          |        | 2, 4-5, 13-14    |
| HMD Motorsports                        | 21  | Kyffin Simpson       |        | 1-10, 12-14      |
| HMD Motorsports with Dale Coyne Racing | 3   | Josh Green           | R      | 1-6              |
| HMD Motorsports with Dale Coyne Racing | 6   | Christian Rasmussen  |        | Todas            |
| HMD Motorsports with Dale Coyne Racing | 7   | Christian Bogle      |        | Todas            |
| HMD Motorsports with Dale Coyne Racing | 10  | Rasmus Lindh         |        | 1                |
| HMD Motorsports with Dale Coyne Racing | 10  | Reece Gold           | R      | 3-14             |
| HMD Motorsports with Dale Coyne Racing | 39  | Nolan Siegel         | R      | Todas            |
| HMD Motorsports with Dale Coyne Racing | 68  | Danial Frost         |        | Todas            |
| HMD Motorsports with Force Indy        | 99  | Ernie Francis Jr.    |        | 1-2, 4-14        |
| Juncos Hollinger Racing                | 75  | Matteo Nannini       | R      | 1-7              |
| Juncos Hollinger Racing                | 75  | Matthew Brabham      |        | 8, 11            |
| Juncos Hollinger Racing                | 75  | Victor Franzoni      |        | 9-10, 12-14      |
| Juncos Hollinger Racing                | 76  | Reece Gold           | R      | 1-2              |
| Juncos Hollinger Racing                | 76  | Rasmus Lindh         |        | 3-11             |
| Juncos Hollinger Racing                | 76  | Matthew Brabham      |        | 12-14            |

| Icono | Leyenda                   |
| ----- | ------------------------- |
| R     | Elegible a Novato del año |

## Calendario
| Rd.      | Fecha            | Circuito                                   | Ciudad                   |
| -------- | ---------------- | ------------------------------------------ | ------------------------ |
| 1        | 5 de marzo       | R Circuito callejero de San Petersburgo    | San Petersburgo, Florida |
| 2        | 30 de abril      | R Barber Motorsports Park                  | Birmingham, Alabama      |
| 3        | 13 de mayo       | R Indianapolis Motor Speedway              | Speedway, Indiana        |
| 4        | 3 de junio       | R Circuito callejero de Detroit            | Detroit, Míchigan        |
| 5        | 4 de junio       | R Circuito callejero de Detroit            | Detroit, Míchigan        |
| 6        | 18 de junio      | R Road America                             | Elkhart Lake, Wisconsin  |
| 7        | 2 de julio       | R Mid-Ohio Sports Car Course               | Lexington, Ohio          |
| 8        | 22 de julio      | O Iowa Speedway                            | Newton, Iowa             |
| 9        | 6 de agosto      | R Circuito callejero de Nashville          | Nashville, Tennessee     |
| 10       | 11 de agosto     | R Indianapolis Motor Speedway              | Speedway, Indiana        |
| 11       | 26 de agosto     | O World Wide Technology Raceway at Gateway | Madison, Illinois        |
| 12       | 3 de septiembre  | R Portland International Raceway           | Portland, Oregón         |
| 13       | 9 de septiembre  | R WeatherTech Raceway Laguna Seca          | Monterrey, California    |
| 14       | 10 de septiembre | R WeatherTech Raceway Laguna Seca          | Monterrey, California    |
| Fuentes: |                  |                                            |                          |

| Icono | Leyenda                       |
| ----- | ----------------------------- |
| R     | Circuitos mixtos y callejeros |
| O     | Óvalos                        |

## Resultados
| Ronda | Ronda           | Pole Position       | Vuelta rápida       | Más vueltas lideradas | Ganadores           | Ganadores                              |
| Ronda | Ronda           | Pole Position       | Vuelta rápida       | Más vueltas lideradas | Piloto ganador      | Equipo ganador                         |
| ----- | --------------- | ------------------- | ------------------- | --------------------- | ------------------- | -------------------------------------- |
| 1     | San Petersburgo | Louis Foster        | Christian Rasmussen | Jacob Abel            | Danial Frost        | HMD Motorsports with Dale Coyne Racing |
| 2     | Birmingham      | Christian Rasmussen | Christian Rasmussen | Christian Rasmussen   | Christian Rasmussen | HMD Motorsports with Dale Coyne Racing |
| 3     | Speedway        | Matteo Nannini      | Matteo Nannini      | Matteo Nannini        | Matteo Nannini      | Juncos Hollinger Racing                |
| 4     | Detroit         | Louis Foster        | Hunter McElrea      | Reece Gold            | Reece Gold          | HMD Motorsports with Dale Coyne Racing |
| 5     | Detroit         | Louis Foster        | Hunter McElrea      | Reece Gold            | Reece Gold          | HMD Motorsports with Dale Coyne Racing |
| 6     | Elkhart Lake    | Kyffin Simpson      | Nolan Siegel        | Nolan Siegel          | Nolan Siegel        | HMD Motorsports with Dale Coyne Racing |
| 7     | Lexington       | Christian Rasmussen | Christian Rasmussen | Christian Rasmussen   | Louis Foster        | Andretti Autosport                     |
| 8     | Newton          | Jacob Abel          | Louis Foster        | Christian Rasmussen   | Christian Rasmussen | HMD Motorsports with Dale Coyne Racing |
| 9     | Nashville       | Christian Rasmussen | Christian Rasmussen | Christian Rasmussen   | Christian Rasmussen | HMD Motorsports with Dale Coyne Racing |
| 10    | Speedway        | Hunter McElrea      | Louis Foster        | Hunter McElrea        | Hunter McElrea      | Andretti Autosport                     |
| 11    | Madison         | Christian Rasmussen | Hunter McElrea      | Christian Rasmussen   | Christian Rasmussen | HMD Motorsports with Dale Coyne Racing |
| 12    | Portland        | Louis Foster        | Nolan Siegel        | Louis Foster          | Louis Foster        | Andretti Autosport                     |
| 13    | Monterrey       | Hunter McElrea      | Christian Rasmussen | Hunter McElrea        | Hunter McElrea      | Andretti Autosport                     |
| 14    | Monterrey       | Christian Rasmussen | Christian Rasmussen | Christian Rasmussen   | Christian Rasmussen | HMD Motorsports with Dale Coyne Racing |

## Clasificaciones

### Sistema de puntuación
| Posición | 1.º | 2.º | 3.º | 4.º | 5.º | 6.º | 7.º | 8.º | 9.º | 10.º | 11.º | 12.º | 13.º | 14.º | 15.º | 16.º | 17.º | 18.º | 19.º | 20.º |
| Puntos   | 50  | 40  | 35  | 32  | 30  | 28  | 26  | 24  | 22  | 20   | 19   | 18   | 17   | 16   | 15   | 14   | 13   | 12   | 11   | 10   |

### Campeonato de Pilotos
| Pos. | Piloto                 | STP | ALA | IMS1 | DET | DET | ROA | MOH | IOW | NSH  | IMS2 | GAT  | POR | LAG | LAG | Puntos |
| ---- | ---------------------- | --- | --- | ---- | --- | --- | --- | --- | --- | ---- | ---- | ---- | --- | --- | --- | ------ |
| 1    | Christian Rasmussen    | 4   | 1L* | 5    | 9   | 2   | 19  | 3L* | 1L* | 11L* | 6    | 11L* | 5   | 2   | 1L* | 539    |
| 2    | Hunter McElrea         | 5   | 13  | 4    | 7L  | 4   | 3   | 4   | 5   | 2    | 1L*  | 3L   | 15  | 1L* | 2   | 474    |
| 3    | Nolan Siegel RY        | 2L  | 2   | 13   | 8L  | 1L* | 1L* | 15  | 15  | 5    | 12   | 6    | 2   | 16  | 7   | 415    |
| 4    | Louis Foster R         | 14L | 14  | 2    | 19  | 3L  | 6   | 1L  | 7   | 6    | 17   | 2    | 1L* | 18  | 3   | 410    |
| 5    | Jacob Abel             | 3L* | 16  | 9    | 4   | 9   | 2   | 6   | 2L  | 3    | 4    | 4    | 16  | 14  | 5   | 397    |
| 6    | Danial Frost           | 1L  | 10  | 11   | 18  | 5   | 7   | 11  | 14  | 16   | 7    | 5    | 3   | 3   | 6   | 361    |
| 7    | James Roe Jr.          | 17  | 5   | 7    | 10  | 6   | 5   | 12  | 9   | 4    | 2    | 15   | 8   | 9   | 15  | 335    |
| 8    | Reece Gold R           | 8   | 17  | 16   | 1L* | 12  | 4L  | 5   | 12  | 9    | 3    | 9    | 14  | 10  | 14  | 334    |
| 9    | Ernie Francis Jr.      | 6   | 8   |      | 3   | 7   | 12  | 13  | 8   | 18   | 14   | 8    | 7   | 7   | 8   | 300    |
| 10   | Kyffin Simpson         | 10  | 18  | 3    | 13  | 17  | 8   | 2   | 16  | 15   | 5    |      | 13  | 4   | 17  | 283    |
| 11   | Christian Bogle        | 12  | 7   | 18   | 6   | 15  | 13  | 16  | 13  | 12   | 13   | 11   | 4   | 11  | 16  | 266    |
| 12   | Jamie Chadwick R       | 13  | 11  | 15   | 11  | 16  | 15  | 10  | 10  | 8    | 10   | 12   | 6   | 15  | 12  | 262    |
| 13   | Jagger Jones R         | 18  | 12  | 14   | 2   | 19  | 9   | 14  | 11  | 17   | 18   |      | 12  | 8   | 10  | 241    |
| 14   | Rasmus Lindh           | 9   |     | 8    | 12  | 14  | 18  | 7   | 3   | 7    | 15   | 14   |     |     |     | 210    |
| 15   | Josh Pierson R         | 16  |     | 17   |     |     | 11  | 9   | 6   | 10   | 8    | 10   | 17  |     |     | 173    |
| 16   | Matthew Brabham        |     |     |      |     |     |     |     | 4   | 13   |      | 7    | 9   | 5   | 4   | 159    |
| 17   | Colin Kaminsky R       | 11  | 6   | 12   | 16  | 8   | 10  |     |     |      | 11   | 13   |     |     |     | 159    |
| 18   | Enaam Ahmed R          | 19  | 4   | 10   | 5   | 10  | 17  | 8   |     |      |      |      |     |     |     | 150    |
| 19   | Matteo Nannini R       | 15  | 15  | 1L*  | 14  | 11  | 16  | 17  |     |      |      |      |     |     |     | 146    |
| 20   | Josh Green R           | 7   | 9   | 6    | 15  | 18  | 14  |     |     |      |      |      |     |     |     | 119    |
| 21   | Victor Franzoni        |     |     |      |     |     |     |     |     | 14   | 19   |      | 11  | 6   | 13  | 91     |
| 22   | Yuven Sundaramoorthy R |     |     |      |     |     |     |     |     | 11   |      |      | 10  | 13  | 9   | 77     |
| 23   | Toby Sowery            |     | 3   |      | 17  | 13  |     |     |     |      |      |      |     |     |     | 65     |
| 24   | Francesco Pizzi R      |     |     |      |     |     |     |     |     | 19   | 16   |      |     | 12  | 18  | 55     |
| 25   | Kiko Porto R           |     |     |      |     |     |     |     |     |      | 9    |      |     | 17  | 11  | 54     |
| Pos. | Piloto                 | STP | ALA | IMS1 | DET | DET | ROA | MOH | IOW | NSH  | IMS2 | GAT  | POR | LAG | LAG | Puntos |

| Color   | Resultado                    |
| ------- | ---------------------------- |
| Oro     | Ganador                      |
| Plata   | 2.º lugar                    |
| Bronce  | 3.er lugar                   |
| Verde   | 4.º y 5.º lugar (top 5)      |
| Celeste | 6.º a 10.º lugar (top 10)    |
| Azul    | Finalizó (afuera del top 10) |
| Violeta | No terminó                   |
| Rojo    | DNQ - No se clasificó        |
| Marrón  | Wth - Retirado               |
| Negro   | DSQ - Descalificado          |
| Blanco  | DNS - No empezó              |
| Blanco  | C - Carrera cancelada        |

| Estado  | Resultado                                |
| ------- | ---------------------------------------- |
| Negrita | Pole position                            |
| Cursiva | Vuelta rápida                            |
| L       | Lideró al menos una vuelta de la carrera |
| *       | Quien lideró más vueltas en la carrera   |
| RY      | Novato del Año                           |
| R       | Novato                                   |

### Campeonato de Equipos
| Pos. | Equipo                                 | Puntos |
| ---- | -------------------------------------- | ------ |
| 1    | HMD Motorsports with Dale Coyne Racing | 433    |
| 2    | Andretti Autosport                     | 364    |
| 3    | Abel Motorsports                       | 184    |
| 4    | Juncos Hollinger Racing                | 144    |
| 5    | HMD Motorsports                        | 133    |
| 6    | HMD Motorsports with Force Indy        | 113    |
| 7    | Cape Motorsports                       | 90     |